# 요제프 디츠겐

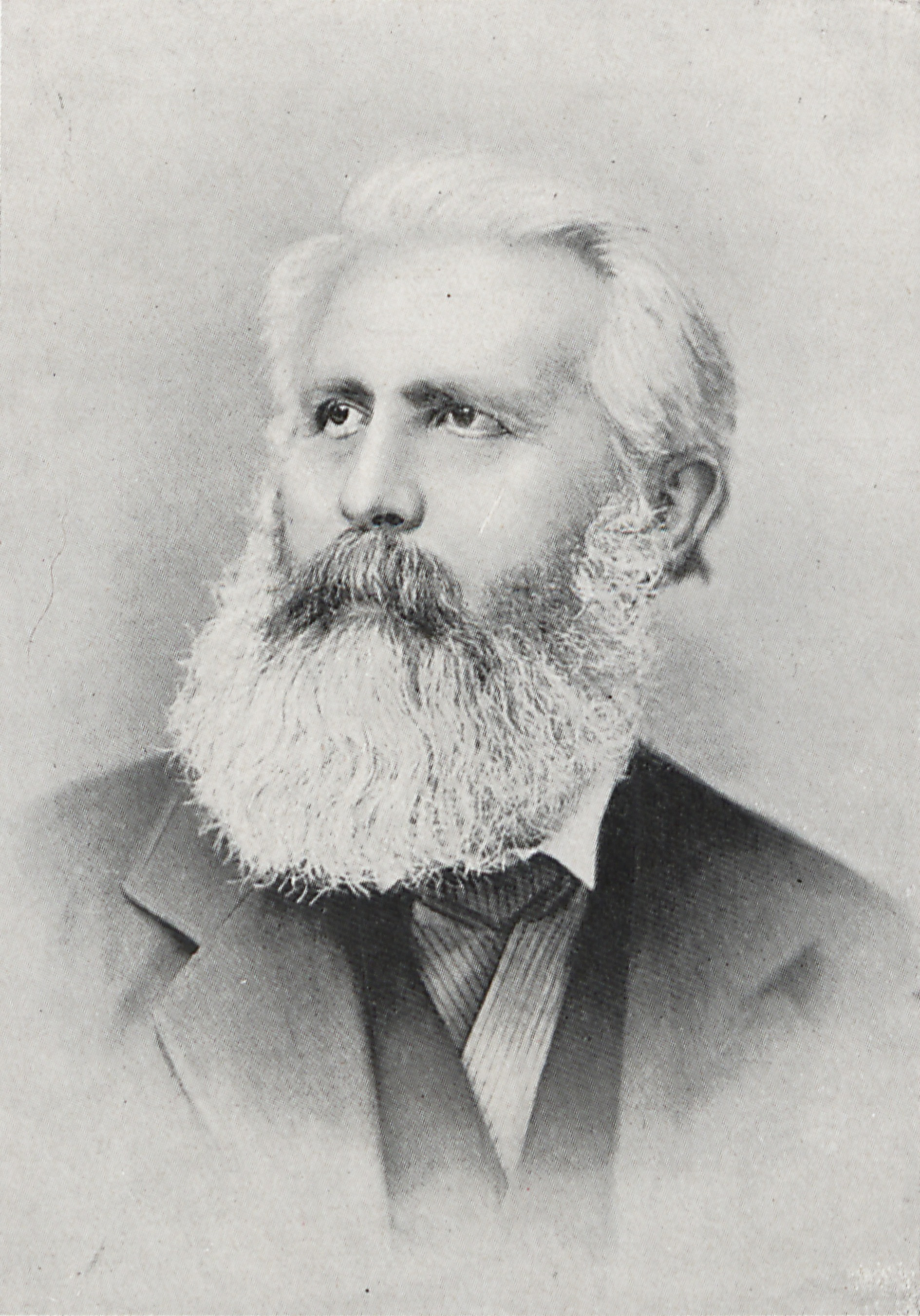

페터 요제프 디츠겐(독일어: Peter Josef Dietzgen: 1828년 10월 28일-1888년 4월 15일)은 독일의 사회주의 철학자, 언론인이다. 마르크스·엥겔스와 독립적으로 변증법적 유물론을 개발했다. 그는 루트비히 포이어바흐에게 영향을 받았으며, 그의 사상은 블라디미르 레닌 등에게 지대한 영향을 주었으나 오늘날 이런 사실은 잘 알려져 있지 않다. 아들로 오이겐 디츠겐을 두었다.

## 생애
프로이센 왕국 라인도 브란켄베르크에서 요한 고트프리트 아노 디츠겐(1794년-1887년)과 아나 마르가레타 뤼베라트(1808년-1881년) 부부의 5자녀 중 장남으로 태어났다. 디츠겐의 부모는 무두장이였고, 디츠겐 자신도 그 일을 물려받았다. 즉 학생이나 지식인이 아닌 노동자 출신으로서 그의 철학은 순전히 독학으로 세워진 것이다.
1848년 독일 혁명 당시 디츠겐은 유명한 48년 세대들과 어울렸다. 대표적으로 카를 마르크스를 이 때 처음 만났다. 혁명이 실패로 돌아간 뒤 1849년에서 1851년까지 미국에서 지냈다. 미국 남부에서 디츠겐은 노예주에서 벌어지는 흑인 린치의 참상을 목격한다. 1852년 독일에 일시 귀국한 디츠겐은 마르크스가 발기한 공산주의자동맹에 입당했다. 1853년, 코르둘라 핀케(Cordula Finke)와 결혼하고 빈터샤이트(오늘날의 루피히테로트)에 제혁소를 세우고 무두질 사업을 했다. 1859년 다시 도미하여 앨라배마주 몽고메리에 제혁소를 하나 더 세웠다. 1864년에서 1868년까지는 러시아 상트페테르부르크에서 아들 오이겐과 함께 살면서 국영 제혁소 공장장을 지냈다. 러시아에서 지내면서 디츠겐은 최초의 저술인 『인간두뇌노동의 본성』을 집필하기 시작하여 1869년 출간한다. 이 책의 초판을 읽어본 마르크스는 엥겔스에게 한 부를 보냈다. 디츠겐이 외지를 떠돌아다니는 동안 독일의 제혁소는 아내가 운영했고, 디츠겐은 1869년 중순에 귀국했다. 디츠겐이 귀국하자 마르크스 부녀가 방문해서 디츠겐이 사회주의 “철학자”가 되었다고 추켜세웠다. 1870년 즈음 마르크스와 디츠겐은 친구가 되었고, 그 뒤 『자본론 제1권』 제2판에서 마르크스는 디츠겐의 변증법적 유물론 이론을 상찬했다.
1878년 6월 8일, 디츠겐은 쾰른에서 강의했던 내용을 정리한 『사회민주주의의 미래』를 출간했다가 체포당한다. 재판 일정이 잡힐 때까지 3개월을 구치소 신세를 져야 했다. 디츠겐은 석방되었다가 다시 체포되기를 두 번 더 반복하고 끝내 석방되었다. 1881년, 디츠겐은 아들 오이겐을 미국으로 보냈다. 아들이 독일 제국 육군에 징집되는 것을 기피하기 위한 목적이었고, 또한 자신의 논고와 문서들, 미국에 먼저 건너간 가족들을 지키기 위함이기도 했다. 뉴욕에 도착했을 당시 오이겐 디츠겐은 불과 19세였지만 곧바로 시카고의 가업에 뛰어들어 자기 몫을 해냈다. 이 "오이겐 디츠겐 컴퍼니"는 20세기까지 세계에서 제일 가는 수준의 제도·측량업체로 이름을 날렸고, 현재도 내슈아 제지의 자회사로 존재하고 있다. 이 시기에 디츠겐 부자는 대서양을 사이에 두고 꾸준히 연락을 주고받았는데, 그 과정에서 남은 엄청난 양의 편지들이 현재 정리되어 출판도 되고 있다. 같은 해 디츠겐은 국가의회 의원선거에 출마해 보기도 했지만, 1884년 아들을 따라 뉴욕으로 이민, 2년 뒤에는 시카고로 가서 독어신문 『시카고어 아르바이터차이퉁』 주필을 지내다 1888년 사망했다.
디츠겐의 언행과 삶은 제1인터내셔널의 분열 전 통일기, 즉 좌익이 무정부주의자, 혁명주의자, 사회민주주의자 등 여러 가지 사조와 조류로 갈라지기 전의 시절을 체현한 것과 같았다. 그는 사회주의자와 무정부주의자를 구분하는 데 드는 수고가 지나치게 많다면서 그런 구분을 굳이 강조할 필요가 없다고 주장했다. 그래서 제1인터의 마르크스주의자들과 무정부주의자들 사이의 중재역을 맡은 것도 그였다.

## 저작
- 「화폐의 본성에 관한 몇 마디」(Einige Worte über das Wesen des Geldes); 「라살식 사고」(Die Lassalleschen Ideen); 「사회문제 (경제위기)」(Die Soziale Frage (Wirtschaftskrisen)); 「노동과 자본」(Arbeit und Kapital); 「기능과 수공」(Die Kunst und das Handwerk); 「과학과 수공」(Die Wissenschaft und das Handwerk) 이상 1868년 상트페테르부르크 체류 때 작성.[7]
- 「정치경제학 분야 문집」(Skizzen aus dem Gebiete der politischen Ökonomie). 『게르버차이퉁: 피혁제조 및 피혁유통 신문』(Gerber-Zeitung. Zeitung für die Lederfabrikation und Lederhandel). 1868년 5월 31일자에 기고.
- 「카를 마르크스의 정치경제비판서 『자본론』, 1867년 함부르크에서」(„Das Kapital“. Kritik der politischen Oekonomie von Karl Marx. Hamburg 1867). 『민주주간지』 1868년 8월 1일자 31호, 8월 22일자 34호, 8월 29일자 35호, 9월 6일자 36호에 게재.
- 『인간두뇌노동의 본성』(Das Wesen der menschlichen Kopfarbeit. Dargestellt von einem Handarbeiter. Eine abermalige Kritik der reinen und praktischen Vernunft), Otto Meißner, Hamburg 1869 online
- 『시민사회논의』(Die bürgerliche Gesellschaft. Vortrag). Verlag der Genossenschaftsbuchdruckerei, 1867년 라이프치히.
- 『사회민주주의의 종교』(Die Religion der Sozial-Demokratie. Fünf Kanzelreden). 3. verm. Aufl. Verlag der Genossenschaftsbuchdruckerei, 1877년 라이프치히.
- 『국민경제논의』(National-Oekonomisches. Vorträge). 2. Abdruck. Verlag der Genossenschaftsbuchdruckerei, Leipzig 1877 Digitalisierte Ausgabe der Universitäts- und Landesbibliothek Düsseldorf
- 「은폐신학」(Verkappte Teologie). 『디 노이 차이트: 정신생활 및 공공생활 비평』에 익명 기고. 1883년, Heft 7, S. 327–331 Online
- 『지식분야에 있어서의 사회주의 단견』(Streifzüge eines Sozialisten in das Gebiet der Erkenntnißtheorie). Verlag der Volksbuchhandlung, Hottingen-Zürich 1887 (=Sozialdemokratische Bibliothek XVIII)
- 「인간 영혼」(Die menschliche Seele). 『디 노이 차이트: 정신생활 및 공공생활 비평』. 6(1888년), Heft 6, S. 272–278 Online